# A Working Man
A Working Man é um filme de ação e suspense americano dirigido por David Ayer e escrito por Sylvester Stallone, baseado no romance de 2014 com o mesmo nome de Chuck Dixon. Estrelado por Jason Statham, David Harbour, Michael Peña, Jason Flemyng, Arianna Rivas, Noemi Gonzalez, Emmett J. Scanlan, Eve Mauro, Maximilian Osinski, Kristina Poli, Andrej Kaminsky e Isla Gie.
O filme foi lançado nos Estados Unidos em 28 de março de 2025.

## Elenco
- Jason Statham como Levon Cade
- Portão de David
- Michael Peña
- Jason Flemyng
- Arianna Rivas como Jenny
- Noemi Gonzalez
- Emmett J. Scanlan
- Eva Mauro
- Maximilian Osinski
- Kristina Poli
- Andrej Kaminsky
- Isla Gie como filha de Levon Cade

## Produção
Sylvester Stallone originalmente desenvolveu uma adaptação do romance de Chuck Dixon Levon's Trade como uma série de televisão com a Balboa Productions. O projeto se transformou em um filme que foi à venda no 2023 American Film Market, onde o filme foi anunciado pela primeira vez para ter David Ayer ligado ao diretor e Jason Statham para estrela. Em janeiro de 2024, a Amazon MGM Studios adquiriu direitos de distribuição de transmissão de televisão nos EUA e selecionados para a distribuição internacional do filme da Black Bear International, que vendeu o filme a distribuidores independentes em outros lugares. O filme foi colocado em desenvolvimento em parte devido ao seu potencial para entradas subsequentes, dado o número de romances escritos por Dixon na série.
Em abril de 2024, David Harbour, Michael Peña, Jason Flemyng, Arianna Rivas, Noemi Gonzalez, Emmett J. Scanlan, Eva Mauro, Maximilian Osinski, Kristina Poli, Andrej Kaminsky e Isla Gie se juntaram ao elenco em papéis não revelados.
A Fotografia principal começou em abril de 2024 em Londres.

## Lançamento
Em abril de 2024, o filme estava programado para ser lançado nos Estados Unidos em 17 de janeiro de 2025. Em dezembro de 2024, o título do filme foi alterado de Levon's Trade para A Working Man, com a nova data de lançamento em 28 de março de 2025.